# Пузырево (Архангельская область)
Пузырево — деревня в Вилегодском муниципальном округе Архангельской области.

## География
Находится в юго-восточной части Архангельской области, при автодороге А123, на расстоянии приблизительно 12 км на восток-юго-восток по прямой от административного центра района села Ильинско-Подомское на правобережье реки Виледь.

## История
Отмечалась деревня еще в 1710 году, когда здесь был учтен 1 двор. В 1859 году здесь (деревня Сольвычегодского уезда Вологодской губернии) было учтено 11 дворов. До 2020 года входила в состав Павловского сельского поселения до его упразднения.

## Население
Численность населения: 11 человек (1710 год), 114 (1859), 10 (русские 99 %) в 2002 году, 4 в 2010.